# USS New Jersey (BB-62)
USS New Jersey (BB-62) byla bitevní loď Námořnictva Spojených států amerických, postavená během druhé světové války a sloužící až do doby války v Perském zálivu. Jedná se o druhou postavenou jednotku třídy Iowa.

## Konstrukce

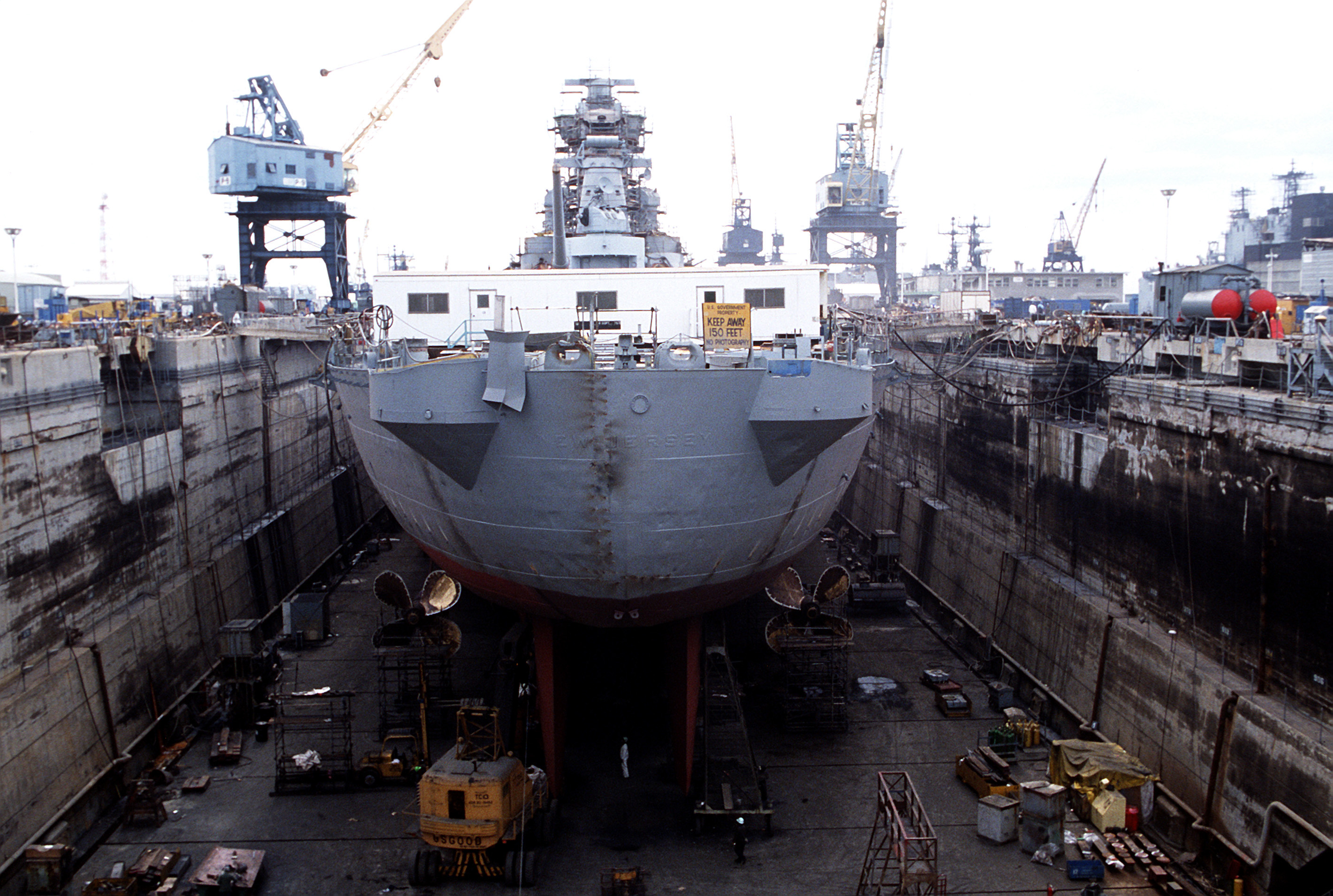
New Jersey v suchém doku při modernizaci, 1982

Kýl lodi byl založen 16. září 1940 v loděnici Navy Yard ve Filadelfii. Trup byl spuštěn na vodu 7. prosince 1942. Do služby se loď dostala 23. května 1943 a ihned se zapojila do válečných operací.

## Služba

### Druhá světová válka

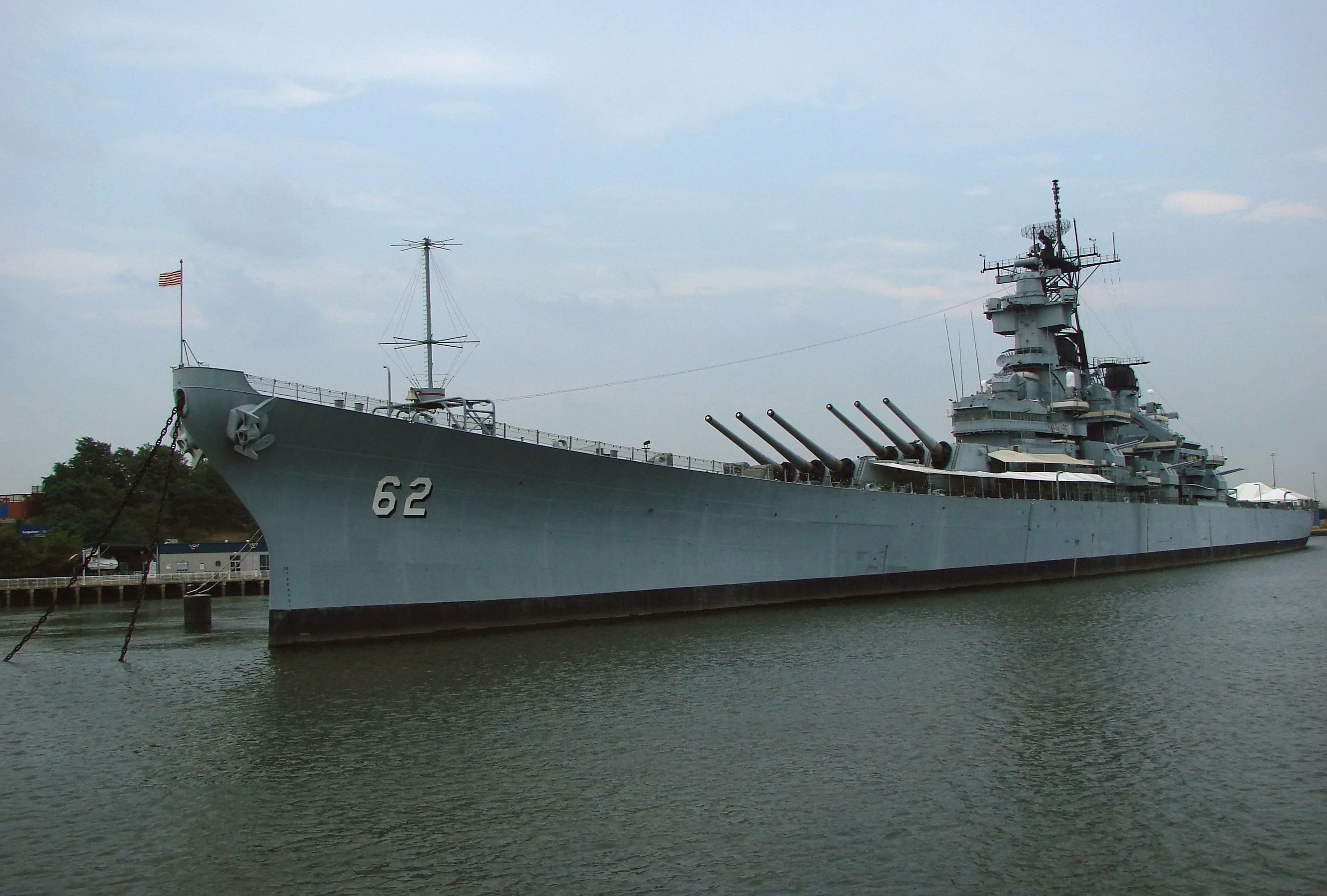
New Jersey je od 20. ledna 2000 zakotvena v Camdenu jako památník.

Dne 17. února 1944 se USS Iowa a USS New Jersey zúčastnily nájezdu na japonskou základnu na atolu Truk. Poté se podílela na dalších útocích na ostrovy s japonskými základnami v Tichomoří. Zúčastnila se dobývání Mariánského souostroví, bitvy o Filipínské moře a bitvy v zálivu Leyte. Od srpna 1944 sloužila jako vlajková loď 3. loďstva pod velením admirála Williama F. Halseyho. V roce 1945 se podílela na ostřelování a dobývání ostrůvku Iwodžima a souostroví Rjúkjú. Po přezbrojení se vrátila opět jako vlajková loď 5. loďstva do oblasti Pacifiku, aby se podílela na finálních akcích druhé světové války v Tichomoří.

### Definitivní vyřazení
Na počátku osmdesátých let se New Jersey dočkala poslední reaktivace. V roce 1982 byla přezbrojena a vybavena raketovou výzbrojí. Svá 406mm děla hlavní baterie znovu použila při libanonské krizi v letech 1983-1984. V roce 1986 byla převelena do západního Pacifiku a v letech 1989-1990 operovala v oblasti Perského zálivu. V roce 1991 byla opět postavena mimo aktivní službu a v roce 1999 byla odtažena z Tichého oceánu do Atlantiku.
Bitevní loď USS New Jersey (BB-62) je od 20. ledna 2000 zakotvena v Camdenu jako památník.